# 어비산
어비산(魚飛山)은 대한민국 경기도 가평군과 양평군에 있는 해발 828m(혹은 826.7)의 산이다.

## 전해오는 이야기
예로부터 홍수 때 물고기가 산을 뛰어넘었다하여 붙여진 이름인데 산에 얽힌 전설 두 가지가 전해 내려오고 있다. 산이 북한강과 남한강 사이에 있어 장마철에 폭우가 쏟아지면 일대가 잠기게 되었는데, 그때 계곡 속에 갇혀 있던 물고기들이 본능적으로 유명산보다 조금 낮은 어비산을 넘어 본류인 한강으로 돌아갔다고 해서 어비산이라 불렀다.
또 하나는 옛날 신선이 한강에서 낚시로 고기를 잡아 설악면으로 가기 위해 고개를 넘다가 잠시 쉬고 있었는데, 망태 속에 담겨 있던 고기가 갑자기 뛰어오르면서 유명산 뒤쪽 산에 날아가 떨어졌다고 하여, 어비산이라 부른다는 것이다.
주민들은 건너편의 유명산과 더불어 설악면과 옥천면을 경계한 산이라 하여 대부산이라고도 부른다. 유명산과 어비산의 등산 기점으로 많이 이용되고 있는 선어치고개에도 사연이 있다. 신선이 앉아 휴식을 취할 때 고기가 갑자기 선선해졌다고 하여, 싱싱할 선(鮮), 고기 어(魚), 고개 치(峙) 자를 써서 선어치라 부른다.

## 같이 보기
- 한국의 산